# King of Thorn
King of Thorn (いばらの王, Ibara no Ou) és una sèrie manga de fantasia fosca japonesa escrita i il·lustrada per Yuji Iwahara. Va ser publicada per Enterbrain a la revista seinen Monthly Comic Beam entre octubre de 2002 i octubre de 2005 i recollit en sis volums enquadernats. Té llicència a Amèrica del Nord per Tokyopop, amb el volum final publicat el novembre de 2008. La sèrie tracta sobre un grup de persones que es posen en animació suspesa per escapar d'una misteriosa plaga que converteix la gent en pedra, i en despertar-se sembla que només hi ha set supervivents en un món salvatge, inclosa una adolescent japonesa anomenada Kasumi Ishiki i un britànic anomenat Marco Owen. Els supervivents aviat descobreixen que tota la ruïna està plena d'estranyes criatures semblants a dinosaures i altres monstruoses aberracions de la natura. Pensant que va passar una gran quantitat de temps des de la seva arribada a l'illa, aviat els supervivents descobreixen no sols que el seu son realment era massa curt per qualificar canvis tan dramàtics com a ocurrència natural, sinó també que la situació en si mateixa és molt més gran que es podien imaginar.
L'1 de maig de 2010 es va estrenar una adaptació cinematogràfica d'anime produïda per Sunrise i dirigida per Kazuyoshi Katayama.

## Argument
King of Thorn és un drama de supervivents de ciència-ficció. Després que una infecció viral coneguda com el virus Medusa aterri a Sibèria i s'estengui contagiosament per la Terra, 160 humans són triats com a candidats per experimentar una cura contra el virus per una organització anomenada Venus Gate. Quan comença la història, Kasumi és seleccionada com una de les 160 persones per a l'experiment. Es veu obligada a rebre tractament i dormir fred sense la seva germana bessona Shizuku, a qui li importa molt.
Tanmateix, 48 hores més tard, alguns dels posats en hivernació es van despertar bruscament, només per trobar la instal·lació on se suposava que havien de ser tractats en un estat total de decadència, envaïda per una frondosa selva d'arbres i especialment estranyes vinyes cobertes d'espines que semblen tenir una ment pròpia. No sols això, sinó que els supervivents aviat descobreixen que tota la ruïna està plena d'estranyes criatures semblants a dinosaures i altres monstruoses aberracions de la natura. Pensant que va passar una gran quantitat de temps des de la seva arribada a l'illa, aviat els supervivents descobreixen no sols que el seu son realment era massa curt per qualificar canvis tan dramàtics com a ocurrència natural, sinó també que la situació en si mateixa és molt més gran que es podien imaginar.

### El virus Medusa
Un paper fonamental a la sèrie és el cobert pel virus Medusa, una malaltia mortal anomenada així després de la Medusa de la Mitologia grega, la Gorgona la vista de la qual podria convertir qualsevol i qualsevol cosa en pedra d'un sol cop d'ull. El virus en si és extremadament virulent, infecta les cèl·lules de les seves víctimes i provoca convulsions mentre asseca el cos, convertint l'infectat en un cadàver sòlid i semblant a una pedra.
Tot i que el món és percebut com una malaltia terrible, en realitat el virus Medusa no és en absolut un virus, sent una presència informe portada a la Terra des de l'espai exterior. Va aterrar a Sibèria durant una pluja de meteors, per casualitat a prop d'un nen jove i el seu cérvol de companyia, suficient per infectar-lo a l'instant tant a ell com al seu animal. Sense saber-ho, va portar la cosa concentrada a casa seva, va infectar tota la seva família i la seva germana Alice. Ella sense saber-ho va descobrir la veritable naturalesa de Medusa quan el seu amic imaginari, un híbrid gat-nen, va cobrar vida en erupció de la seva esquena. Aterrida per la mort de la seva família i pel fet que la criatura acabada de néixer devorés el cérvol del seu germà, el va atrapar a casa seva i li va incendiar, escampant així Medusa per tot el món a través del fum del foc.
Va ser llavors quan les persones afiliades a Venus Gate, una secta religiosa, es van mostrar i es van apropar a Aice, creient que la seva capacitat per convertir la imaginació en realitat era un regal del cel. Experimentant amb ella i Medusa, durant aquest temps van emprar un pirata informàtic anomenat Zeus com a especialista en seguretat, tot i que en fer-ho es van condemnar quan ell, perseguint els seus somnis bojos, va desenvolupar una manera artificial de forçar els somnis a hosts adequats i, per tant, fabricar realitats creades per la ment que volen complir el seu pla per forçar el món a un "joc de supervivència" primordial per divertir-se.

## Personatges
Kasumi Ishiki
Veu: Kana Hanazawa  (japonès), Brina Palencia (català)
Kasumi és la protagonista principal de la història, que en la seva major part està explicada pel seu punt de vista. Una de les 160 persones de tot el món prou afortunats (o riques) per ser escollides com a possibles bancs de proves de cura per al virus Medusa, va deixar el món deixant enrere a ella mateixa i a la seva germana bessona Shizuku, que també va ser víctima del virus, encara que fins al final va animar a Kasumi a acceptar aquesta oportunitat i curar-se. Va ser la primera d'aquestes persones a ser despertada i la primera a trobar la ruïna que va afectar el centre mèdic on van ser atesos. Una noia tímida i amable, va destacar perquè era l'única que realment va donar suport al Marco d'aspecte pinxo quan els supervivents van començar la seva fugida, cosa que finalment es va convertir en un enamorament, encara que mal aconsellat per més d'un dels altres personatges, que veien en Marco perillós i poc fiable.
Ocasionalment s'ofereixen mirades de la vida de Kasumi abans de ser escollida: era tranquil·la i reservada, pensant en el paper de la seva germana bessona, encara que idèntica en el cos, excepte pel fet que portava ulleres. Aquests flashbacks mostren que Kasumi estava molt lligat a Shizuku, fins al punt de l'obsessió límit, que al seu torn no només va alimentar pensaments inestables, com ara voler morir de la mateixa manera al mateix temps, sinó que també va donar lloc a tendències suïcides que es van manifestar quan Kasumi, mentre es banyava, va intentar treure's la vida tallant-se el canell amb una navalla, incapaç d'acceptar la idea de viure en un món sense la seva estimada germana. La Shizuku estava a prop i va salvar la seva germana, tot i que el seu vincle es va veure molt sacsejat.
Només al final de la sèrie, es va revelar que Kasumi estava morta tot el temps: abans de separar-se, ella i Shizuku van compartir un breu moment junts als penya-segats prop del castell que allotjava la instal·lació de tractament mèdic, i durant aquest cas Kasumi, encara no volia ser l'única que va sobreviure, va desitjar que ambdues moressin plegades saltant pel penya-segat. Rebutjada per Shizuku, Kasumi va ser llançada per la vora accidentalment durant la lluita següent i va ser assassinada, un esdeveniment que va desencadenar els poders de Medusa de la seva germana i, amb ells, el caos que embolcallaria l'illa i el món mateix. La Kasumi que l'espectador veu durant tota la història és, de fet, una entitat produïda per Medusa creada per Shizuku, que desitjava que la seva germana estigués viva peti qui peti, fins i tot a costa del món.
A la versió cinematogràfica, ella i en Tim es queden com els únics supervivents a la instal·lació, i Kasumi li promet que l'ajudarà a retrobar-se amb els seus pares.
Marco Owen
Veu: Toshiyuki Morikawa  (japonès), Patrick Seitz (català)
Marco és el personatge masculí principal de la sèrie. És un home d'aspecte temible amb una estructura musculosa i molts tatuatges intimidatoris per tot el cos que també és un expert pirata informàtic, tant és així que va poder trencar els ordinadors de la CIA– i els de Venus Gate, cosa que va fer que l'arrestessin i empresessin durant més de mig segle (durant els fets del manga, encara li quedaven 60 anys per complir a la presó). Mentre era presoner, la NSA li va oferir la llibertat condicional completa pels seus crims a canvi de la seva ajuda per tractar l'afer Medusa. Esdevenint un espia de facto dels Estats Units, va ser enviat com a pacient a la reunió als laboratoris de Venus Gate, els mateixos on es van enviar tots els altres personatges principals, per tal d'avaluar els objectius de la reunió, recollir proves sobre els misteriosos laboratoris de nivell 4 de l'illa, i també per perseguir una venjança personal contra el seu vell amic Zeus, que el va incriminar per crims que no va cometre abans de desaparèixer. Estava intentant aconseguir el que va ser enviat a fer quan es va produir l'esclat de la Medusa i el despertar d'en Shizuku, i en el caos següent va quedar inconscient. Així, va poder presentar-se als altres supervivents com un d'ells.
Durant la major part de la sèrie, Marco actua dur, i el seu aspecte general i el seu manierisme fan que els altres supervivents sospitin molt d'ell, sobretot quan descobreixen que mai va tenir el virus Medusa en primer lloc. No obstant això, tenint en compte que ell és el més hàbil de tots, Marco és acceptat en silenci com a líder del grup, almenys fins que va pel seu compte per intentar trobar Zeus. També va ser el primer d'ells a trobar-se amb l'aparició fantasmal d'Alice, i en més d'un cas es va veure discutint amb ella. A més, ell mateix sospitava de Kasumi després de veure imatges de vídeo de la seva germana bessona Shizuku després de l'onada d'éssers monstruosos que va esclatar des del nivell 4.
Durant el clímax de la història va morir una vegada, assassinat pels soldats bèsties creats artificialment per Zeus, encara que el seu cadàver va ser més tard trobat i ressuscitat per Alice, fet pel qual va sacrificar la seva vida. Així, va poder enfrontar-se frontalment a Zeus piratejant-lo literalment i, finalment, esborrant-lo completament per sempre. El que li va passar a ell i a Kasumi després de salvar-se es deixa a especulació del lector, encara que aparentment els seus sentiments eren mutus.
En la versió cinematogràfica, sucumbeix a les seves ferides després de fer-li prometre a Kasumi que viurà la vida al màxim i que no ho donarà per fet: "Si us plau, concediu a un soldat el seu desig de morir". Llavors li fa un petó de comiat i li agraeix tot el que va fer per ella, amb la intenció de complir la seva promesa.
Katherine Turner
Veu: Sayaka Ohara  (japonès), Stephanie Young (català)
Katherine és una dona jove i bonica d'uns vint anys i el pitjor cas de Medusa entre els supervivents, sent la més infectada de totes. Des de la seva trobada, actua de manera maternal cap a Tim, el més petit d'ells només és un nen petit. Abans d'infectar-se, Katherine era alcohòlica i era propensa a abusar del seu fill Michael, fins que se li va prendre i el van posar en acollida. Aquests esdeveniments la van sacsejar molt i la van deixar amb un amarg fàstic per ella mateixa, la qual cosa la va portar a intentar ser una veritable mare per a Tim com no ho era per al seu fill.
Més endavant a la història, la infecció de Medusa consumeix completament el seu cos, que comença a esmicolar-se durant un assalt de criatures monstruoses. A punt de morir, s'apunyala deliberadament, provocant la Medusa dins d'ella i convertint-se en el que creia que era la figura d'una mare ideal, una criatura semblant a una harpia. Tot i que encara era capaç de reconèixer en Tim i els altres supervivents, ella mateixa no era més que el que eren el cor i els records de Katherine en el moment de la seva mort. No obstant això, encara va mostrar el mateix afecte a Tim i va lluitar contra els monstres que l'amenaçaven, tot i que va quedar greument ferida i es va quedar amb el nen per recuperar-se. Més tard capturada pels soldats de Zeus, va ser posada en llibertat durant el final.
A la versió cinematogràfica, sucumbeix al virus Medusa durant un accident d'helicòpter.
Peter Stevens
Veu: Shinichiro Miki  (japonès), Christopher Bevins (català)
Peter era un enginyer i metge, el creador de les càpsules de son fred utilitzades per Kasumi i les altres persones reunides per Venus Gate. Malgrat el seu èxit en la creació de prototips estables de les càpsules, una crisi sobtada del mercat de l'electrònica el va deixar sense suport financer, fins que Venus Gate va mostrar interès pel seu projecte i el va contractar a ell i als seus companys. Va aconseguir perfeccionar les càpsules del son fred i va accedir a la majoria dels laboratoris de Venus Gate, tot i que mai no va entendre clarament per a què servia el misteriós Nivell 4. No obstant això, després de desenvolupar la càpsula es va retirar sobtadament del projecte, que al seu torn va passar al Nivell 4 i el va deixar amargat de ressentiment, tant que la seva única obsessió va ser recuperar la seva càpsula del son fred de Venus Gate. Pel que sembla, va aconseguir descobrir les dades del nivell 4, tot i que en fer-ho va ser descobert i fet presoner, després de la qual cosa es va infectar amb Medusa.
Mentre es va despertar amb els altres supervivents, en Peter els va convertir en traïdor quan es va emportar Kasumi amb si mateix (és un instint plantat per la ment forçat per Zeus) i va buscar l'ordinador portàtil que contenia els fitxers descarregats. Va pagar aquesta recerca amb la seva vida quan l'habitació on estava de cop es va ensorrar sobre ell, matant-lo. No obstant això, com que estava infectat amb Medusa, va aconseguir tornar a la vida com un ésser retorçat ple d'insectes i paneroles. Fet presoner mentre intentava recuperar la seva primera càpsula de son fred original, va ser assassinat per Zeus quan va intentar atacar-lo.
A la versió cinematogràfica, és decapitat per una de les criatures imaginades sense voler per Tim després de donar a Kasumi informació vital sobre el CSCC.
Alexandro Pecchino (El senador)
Veu: Kousei Hirota  (japonès), R Bruce Elliott (català)
Alexandro és un home blanc d'edat avançada i un polític que es va comprar el seu lloc entre els escollits per a ser curat, era rude i covard, sempre anteposant el seu benestar al dels altres. Va ser el primer a notar que Marco Owen era un criminal perillós en veure els seus tatuatges, provocant un enfrontament breu però intens que afortunadament va acabar gràcies al raonament d'en Peter i a les súpliques de Kasumi. Va ser devorat viu per anguiles ferotges i grans mentre el grup viatjava a través d'un túnel subterrani inundat a la versió manga i encapçalat per una de les criatures semblants a dinosaures imaginades de Tim a la versió cinematogràfica.
Timothy Laisenbach (Tim)
Veu: Akiko Yajima  (japonès), Luci Christian (català)
Timothy és un nen molt jove (possiblement de no més de sis anys) procedent d'Alemanya, que està infectat amb el virus. Bastant resistent i madur malgrat la seva edat, va formar un vincle estret amb Katherine, veient-la com si fos la seva mare, tot i que en el procés l'anomenava "tia". Com que és tan jove, el seu paper és relativament menor, tot i que de vegades va demostrar ser un actiu preuat per a l'equip. Es va revisar que Tim estava controlat per Alice com a guia de tant en tant. Ell separaria i obriria el camí. Llavors, quan el grup va ser on l'Alice volia que fossin, va tornar el seu veritable jo. També va ser un dels supervivents al final de la història i va començar a buscar els seus pares amb Kasumi.
En la versió cinematogràfica, ens assabentem que els pares de Tim estan divorciats i enmig d'una batalla per la custòdia poc amistosa sobre ell, cosa que el molesta molt.
Ron Portman
Veu: Kenji Nomura  (japonès), Bob Carter (català)
Ron és un policia negre dels Estats Units. El més fort físicament dels supervivents, era una mena de fatalista, que sovint es lamentava de la desesperança que era la situació i de l'inútil que seria lluitar per sobreviure. Tot i la seva falta d'optimisme, tanmateix va intentar escapar, tot i que es va negar a entrar al Nivell 4 i es va quedar enrere, amb la cama lesionada. Va ser el primer a presenciar la forma de Medusa revifada i plena d'insectes de Peter, a la vista de la qual es va espantar i va fugir, lluitant sol contra els perills de les instal·lacions en ruïnes. Gairebé es va ofegar quan en Marco, inconscient de la presència d'en Ron, va drenar l'eix principal de la instal·lació d'una inundació massiva, i més tard es va reunir amb Kasumi, Tim i Katherine. Els seus enfocaments fatalistes van desaparèixer, aquesta vegada es va mantenir ferm amb la convicció de protegir-se no només a si mateix, sinó també als que l'acompanyaven, fet que el va portar a rescatar Katherine malgrat que estava a punt de morir.
Capturat per Zeus amb Tim, ell també s'havia de transformar en un soldat bèstia, tot i que quan el va salvar Marco va romandre majoritàriament humà, llevat dels seus cabells, que es van tornar rosats.
En la versió cinematogràfica, sucumbeix al virus Medusa mentre intenta contenir una de les criatures, permetent que les altres es continuïn movent.
Alice Roznovski
Veu: Misaki Kuno  (japonès), Monica Rial (català)
L'Alice és una nena russa i la germana petita del nen que va entrar en contacte per primera vegada amb el virus Medusa durant la pluja de meteorits a Sibèria. S'insinua, i posteriorment ella mateixa confirma, que va ser abusada per la seva família i, per tant, va patir un trastorn dissociatiu de la identitat, utilitzant un amic imaginari, un nen gat anomenat Laloo com a mitjà per suportar la seva dura vida. Va ser l'única supervivent de tota la seva família quan tots van morir a causa de la infecció de Medusa, i en aquest moment va donar a llum inconscientment—literalment— la seva amiga imaginària, que va emergir del seu propi cos i va començar a devorar el cérvol del seu germà. Espantada, l'Alice el va tancar i va incendiar la seva casa, destruint els cadàvers de la seva família i matant en Laloo, però també escampant Medusa pel món gràcies al fum del foc.
Va ser després de l'incendi que va ser abordada per Karol Vega, que la va acollir i la va utilitzar com a conillet d'índies per als seus experiments amb les càpsules de fred creades per Peter Stevens. El que li va passar va ser inicialment desconegut, i l'Alice es va presentar per primera vegada al lector com una mena d'aparició malèvola, sovint somrient cruelment davant les lluites dels supervivents o parlant amb la monstruositat massiva que era Shizuku. Només més tard, quan Kasumi es va trobar amb ella, es va revelar com un simple fantasma, una projecció de la ment de la veritable Alice, encara tancada en un laboratori segellat a l'interior del nivell 4. Sembla que mai va envellir, i després de tots els experiments que va suportar, el que quedava d'ella era només el seu cap, el braç esquerre i una part del seu pit prou gran per contenir el seu cor i un pulmó, mantinguts vius per l'equip mèdic i el poder de Medusa. Com a homenatge a la seva homònima, va ser custodiada per un autòmat massiu conill blanc nascut de la seva imaginació.
Quan l'exèrcit de Zeus va assaltar el laboratori on estava segellat, va escapar, tot i que fer-ho va posar en perill la seva vida. Després de descobrir el cadàver d'en Marco, va cremar el que quedava de la seva vida per ressuscitar-lo, desapareixent després de realitzar aquest acte.
Shizuku Ishiki
Veu: Eri Sendai  (japonès), Alexis Tipton (català)
Shizuku és la germana bessona de Kasumi que és idèntica a ella si no només pel seu pentinat, pel fet que la Shizuku no porta ulleres i té una personalitat optimista i alegre. Infectada per Medusa, tot i quedar fora dels escollits per ser curats, entre els quals hi havia la seva pròpia germana, encara la va donar molt suport i va insistir perquè aprofités per salvar-se de Medusa. No obstant això, el seu vincle es va tensar cada cop més després que la Shizuku va presenciar la Kasumi intentant suïcidar-se, i una altra vegada quan, abans de separar-se, la Kasumi va desitjar que se suïcidissin juntes, sent incapaç d'acceptar un món sense la seva bessona. Durant la lluita següent, la Shizuku va empènyer accidentalment Kasumi per sobre de la vora del penya-segat on es trobaven, i sorprès per la mort de la seva germana, va despertar el seu poder de Medusa.
Transportada al nivell 4, encara aclaparada pel record de la mort de la seva germana, Shizuku va crear una infinitat d'abominacions, inicialment taques de carn tremolant, fauces i urpes que van devastar els laboratoris mentre massacraven l'equip, i només a través de Zeus, el programa de control mental per concebre les criatures que poblarien l'illa en ruïnes, com els dinosaures que van trobar els protagonistes al principi. A més, es revela que el monstruós que es va trobar al començament del manga, i que més tard es mostra ocasionalment com la "mare" de les criatures, era la mateixa Shizuku, sent la bèstia una armadura inconscient per segellar-se del món.
Tot i que la Kasumi sovint esmentava durant la història, Shizuku apareixia sovint, a part de la seva forma monstruosa, a través d'aparicions ominoses, sovint els deliris de Kasumi o vincles mentals inconscients entre les germanes, i només al final va aparèixer al nucli de la seva forma mutada, demanant a la Kasumi que no descobrís el fet que només era una creació feta per Medusa i que el seu veritable jo havia mort. Amb la mort de Zeus, ella també va deixar d'existir, el seu cos monstruós es va esfondrar i la seva essència es va esvair pacíficament.
Zeus
Zeus és considerat el millor pirata informàtic del món i un tema molt observat tant per la NSA com per la CIA, Zeus és el principal antagonista de la sèrie i l'arxienemic de Marco. Aparentment, els dos eren rivals en el seu passat, fins que Zeus va irrompre al sistema central de la CIA i després va incriminar a Marco pel crim, escapant poc després. En algun moment se li va acostar Karol Vega i va ser nomenat cap de seguretat dels laboratoris de Venus Gate, especialment del nivell 4, per al qual va crear els sistemes de seguretat estrictes. Persona profundament pertorbada, veia la guerra, els conflictes i els conflictes com una forma d'entreteniment avorrit i poc realista, i va afirmar que la humanitat com a espècie havia perdut la seva voluntat de sobreviure. Mantenint aquestes idees en secret per als seus empresaris, va idear una manera de controlar els transportistes de Medusa a voluntat, aplicant-ho a Shizuku quan va descobrir que era una portadora molt més poderosa que la mateixa Alice. El seu últim acte com a ésser humà va ser divertir-se mentre mirava en Shizuku creant aberracions deformades, abans de convertir el seu propi jo en dades i entrellaçar-les amb el monstre que més tard es convertiria en Shizuku.
Zeus només va ser vist o esmentat en flashbacks durant el transcurs de la història fins al final, on es va presentar i va declarar la seva voluntat d'utilitzar Shizuku, un subministrament interminable de criatures que desafien les lleis de la natura, per construir el seu propi exèrcit. de guerrers homes bèstia i altres éssers de fantasia i amb ells saquegen el món al caos, un joc interminable de supervivència per a la seva pròpia diversió. Per fer-ho, i sabent que Shizuku despertaria la seva germana del seu somni induït, va manipular la ment dels altres supervivents, obligant-los a no fugir inconscientment després de despertar-se, i sobretot protegir la vida de Kasumi, que era necessària per coaccionar Shizuku. en fer la seva ordre.
El seu cos material reduït a un cadàver podrit, Zeus es va manifestar a través de membranes expulsades per la cua de Shizuku, i més tard va prendre el control directe d'ella, declarant que l'acte era "el naixement d'un déu". Aquest acte final va resultar fatal, ja que primer es va debilitar quan en Kasumi i en Shizuku es van trobar, i després es va esborrar completament quan en Marco va piratejar les seves dades, esborrant-lo.
Zeus no apareix a la versió cinematogràfica.
Ivan Coral Vega
Veu: Tsutomu Isobe  (japonès), John Swasey (català)
Ivan va ser el fundador rus de Venus Gate, un culte religiós que va arribar a veure el poder de Medusa com un do del mateix Déu, i que va acollir Alice després de descobrir-la a Sibèria. Tot i que el seu sofriment es podria atribuir a ell i les seves opinions religioses podrien haver estat etiquetades fàcilment com a fanatisme sense sentit, Vega es va quedar bocabadat i horroritzat per la crueltat de Zeus, la veritable identitat i els objectius del qual ignorava, i durant l'esclat caòtic. al nivell 4 es va segellar dins del seu estudi, a les profunditats de la instal·lació. Va gravar tota la història de com va néixer Medusa, com va poder convertir la imaginació en realitat i què va passar realment al laboratori, acabant el seu últim discurs demanant perdó a l'Alice, abans de matar-se amb una escopeta a la boca.
Molt més tard a la història, el cadàver de Vega seria descobert per Kasumi, Marco, Kathrine i Tim.
En la versió cinematogràfica, intenta suïcidar-se amb una pistola abans que en Kasumi intervingui amb una escopeta, després sembla morir quan el terra que hi ha sota ell s'ensorra.

## Mitjans

### Manga
King of Thorn va ser serialitzat per Enterbrain a Monthly Comic Beam des d'octubre de 2002 fins a octubre de 2005, i recollit en sis volums enquadernats. Està publicat a Amèrica del Nord per Tokyopop, a Alemanya i Hongria per Tokyopop Germany, a França per Soleil, a Itàlia per Flashbook i a Espanya per Glénat.
El volum 4 japonès també es va publicar en una edició especial (ISBN 4-7577-1988-4) que inclou una figura d'edició limitada de Kasumi.

### Cinema
Una adaptació cinematogràfica d'anime produïda per Kadokawa Pictures es va estrenar l'octubre de 2009 al XLII Festival Internacional de Cinema Fantàstic de Catalunya es va estrenar als cinemes del Japó l'1 de maig de 2010 al Japó i es va estrenar en DVD i Blu-ray Disc al Japó el 27 d'octubre de 2010 i a tot el món el novembre de 2010. La pel·lícula va ser dirigida per Kazuyoshi Katayama a partir d'un guió escrit per Katayama i Hiroshi Yamaguchi, amb personatges dissenyats per Hidenori Matsubara i monstres dissenyats per Kenji Andou.
La pel·lícula conserva els mateixos personatges del manga, però es pren grans llibertats pel que fa a la trama i la història. Totes les històries de fons dels personatges principals s'esgoten i les seves diferents històries es canvien dels seus homòlegs del manga. Zeus, que és un gran antagonista del manga, no apareix a la pel·lícula. L'Alice, la jove russa, fa acte de presència, però ha mort en l'actualitat. Terry Notary (en anglès Dub) retrata els monstres amb el seu vestit CGI mentre Toru Nara (En japonès Dub) els dona la veu. La pel·lícula també té un final diferent del manga.
La cançó final de la pel·lícula és "Edge of This World" de Misia.
L'anime té llicència de Funimation Entertainment a Amèrica de Nord, Manga Entertainment al Regne Unit i Madman Entertainment a Austràlia i Nova Zelanda.

## Recepció
La Young Adult Library Services Association va classificar l'edició anglesa de King of Thorn entre les 10 millors novel·les gràfiques per a adolescents del 2008. El primer volum va ser elogiat per Publishers Weekly com "una entrada apassionant en el gènere del manga de supervivents violents" i va elogiar l'art d'Iwahara per transmetre la claustrofòbia del personatge sense confondre el lector. Theron Martin d'Anime News Network va trobar que tant l'escriptura com l'art transmeten eficaçment la tensió i el perill dels personatges, però va afirmar que els elements manllevats d'Iwahara de moltes fonts inicialment no van crear una obra original, però que a mesura que avança la sèrie "ofereix[s] alguns girs intrigants a trucs de ciència-ficció i terror." L'art d'Iwahara va ser elogiat, especialment per transmetre escenes d'acció. La pel·lícula va ser nominada per ala quarts Asia Pacific Screen Award a la millor pel·lícula d'animació.